# Goeppert-Mayer (krater)
Goeppert-Mayer är en nedslagskrater på planeten Venus. Den är cirka 35 km i diameter och ligger över en brant vid kanten av ett åsbälte i södra Ishtar Terra. Den är uppkallad efter fysikern Maria Goeppert-Mayer.